# Тај Тај (Џорџија)
Тај Тај (енгл. Ty Ty) град је у америчкој савезној држави Џорџија. По попису становништва из 2010. у њему је живело 725 становника.

## Демографија
Према попису становништва из 2010. у граду је живело 725 становника, што је 9 (1,3%) становника више него 2000. године.
| Група             | 2000.       | 2010.       |
| Белци             | 454 (63,4%) | 413 (57,0%) |
| Афроамериканци    | 235 (32,8%) | 253 (34,9%) |
| Азијати           | 1 (0,1%)    | 7 (1,0%)    |
| Хиспаноамериканци | 26 (3,6%)   | 44 (6,1%)   |
| Укупно            | 716         | 725         |